# Chantal Dumas
Chantal Dumas est une artiste sonore québécoise. Depuis 1993, elle conçoit des œuvres narratives destinées à la radio, des installations interactives ou non, des designs sonores et compose. Adepte du field recording, elle collecte les sons à même son environnement, puis les utilise dans ses compositions. 

## Biographie
Née à Drummondville (Québec), Chantal Dumas fait des études en rythmique Jaques-Dalcroze à l’Université Laval à Québec (1982) et quelques décennies plus tard en média interactif à l’Université du Québec à Montréal (2012).
À son arrivée à Montréal en 1984, elle s’initie à la radio par le biais des radios communautaires et développe un vif intérêt pour les musiques nouvelles, électroacoustiques, improvisées et du monde. De ces expériences, elle développera une pratique du sonore qui s’incarnera sous forme de composition, de création radiophonique, de narration sonore, d’installation et de design sonore. En 1985, elle s’enthousiasme pour la radio et s’implique à Radio Centre-Ville, une station communautaire multilingue de Montréal où elle diffuse ses premiers essais de création radiophonique. Pendant quelques années, elle y anime Trafic, une émission consacrée aux expressions musicales contemporaines. De 1991 à 1997, elle séjourne à Marseille et à Berlin.
Le microphone est un de ses outils de travail privilégiés et l’écoute, une façon d’approcher le monde. Adepte d’enregistrements in situ (field recordings), elle collecte les sons du son environnement qu’elle utilise comme matière première de ses productions. «Sortir du studio c’est une façon sensible d’aller à la rencontre du monde, c’est aussi prendre le risque de se confronter à l’imprévisible et au fragile.» Attachée à la singularité de la voix, elle écrit des narrations où voix et sons s’entremêlent.

## Projets
Dans ses productions, elle aborde différentes thématiques, certaines sont récurrentes: le temps, l’espace, le territoire, l’ailleurs, et l’écoute. La cartographie s’insère donc naturellement comme sous-texte à la composition et intervient comme élément structurel (par exemple: Dorsale médio-atlantique d’oscillations planétaires (2017-18, 19), ou 86400 Seconds — Time Zones (2015)) ou encore guide l’improvisation (40° Nord — 73° West (2012)). Sa pièce Oscillations planétaires, qui évoque le monde géologique et a été réalisée pour la Deutschlandfunk Kultur en 2018, paraît sous l’étiquette empreintes DIGITALes en 2019.
Son travail peut comprendre une dimension participative qui se traduit selon les projets par une expérience immersive à vivre à l’intérieur d’un dispositif ou par une collaboration active dans le processus de création. Mettre en scène, mettre en jeu et faire vivre une expérience sont des stratégies utilisées pour faire de la création sonore un art de contact sensoriel.
Le travail de Chantal Dumas a retenu l’attention de nombreuses radios étrangères qui l’ont diffusé — ABC (Australie),  (Royaume-Uni), Deutschlandfunk Kultur (Allemagne), ORF Kunstradio (Autriche), Sveriges Radio P2 (Suède), Société Radio-Canada… — et de plusieurs festivals. Vous aurez peut-être écouté son travail lors de l’exposition C’est arrivé près de chez vous (2009) au Musée national des beaux-arts de Québec (MNBAQ), expérimenté ses installations et compositions au Festival international de musique actuelle de Victoriaville (Québec) ou encore entendu ses interventions dans une rame du métro de Montréal pour Ligne de fuite (2007) de l’artiste Rose-Marie E. Goulet, à la Maison fontaine -L’or bleu (2014) présentée par le Goethe-Institut Montréal dans le Quartier des spectacles (Montréal, Québec) et ainsi qu’aux séries de concerts Experimental Intermedia (2011) et Harvestworks (2012) à New York (États-Unis).
Elle affectionne les collaborations et les rencontres disciplinaires, notamment: Marc Boivin (danse), Fortner Anderson, Nicole Brossard, Sylvain Campeau, Hélène Dorion, Geneviève Letarte, Chantal Neveu, Simon Dumas et Rhizome (poésie), Magali Babin (arts visuels), Michel Huneault (photo), Rose-Marie E Goulet (art public), Katherine Liberovskaya (en) (vidéo), Shelley Hirsch (en), Christian Calon (en), Mario Gauthier, Martin Tétreault, et les ensembles Le grand happening et God’Ar (sonore).

## Prix
En 1993, elle produit La tour du vent avec Harald Brandt, et ils sont faits lauréats au premier concours de création radiophonique organisé par La Muse en Circuit (Alfortville) et la Société des auteurs, compositeurs et éditeurs de musique (SACEM), lauréate du 1er Concours “Hörspiel” Art acoustique, la Muse en Circuit et Radio France.
Les œuvres de Chantal Dumas se sont distinguées aux Prix Opus (Québec, 2009-10), au Concours international Phonurgia Nova (France, 1997, 2001) et au Prix Bohemia Radio (République tchèque, 2010) pour Les petits riens – mécaniques du quotidien . En 1997, elle reçoit le Premier Prix du EAR ’97 International Electroacoustic Competition (Hongrie) et le prix SACD/ fiction au concours Phonurgia Nova de la création radiophonique (France) pour la pièce Le parfum des femmes. En 2001, Le petit homme dans l’oreille (élément de radio roadmovies) remporte le Grand Prix documentaire au concours Phonurgia Nova de la création radiophonique. Depuis 2003, elle réalise des environnements et des installations sonores, dont le dispositif interactif et immersif Le vivant bruit du corps, qui a connu plusieurs variations.
Boursière du Conseil des arts et des lettres du Québec et du Conseil des arts du Canada, elle séjourne au Studio du Québec à New York (États-Unis) en 2011 et est accueillie en résidence au centre Les Récollets à Paris (France) en 2016. Elle a assuré la Présidence du jury du Concours international Phonurgia Nova (2016-17). En 2017, elle était conférencière invitée au Toronto International Electroacoustic Symposium (TIES).
À l’automne 2019, Avatar, centre d’artistes en art audio et électronique à Québec, lance une importante publication bilingue traçant le parcours créatif de Chantal Dumas. En lien avec cette publication, une quinzaine de pièces de son répertoire seront mises en écoute libre. 

### Publications
- Oscillations Planétaires [3] (2019)

### Parcours sonores
- Villeray Acoustique (2019)
- Écoute au Square St-Louis (2014)

### Projets
- Roxham ONF Interactif Projet (2019)
- 86400 SECOND(E)S (2013)
- 24 Poses Féministes (2012)
- Roadmovies (1999)

### Création de Radio
- Le Son Refuge (2019)
- 140° Nord – 73° West (2012)
- Les petits riens – mécaniques du quotidien (2010)
- The piano Tuning (2010)
- Marseille 1993 (2008)
- Jouer avec le feu (2006)
- Riding Along With Ferrari (2006)
- Tanz (2005)
- Documents de Surface (2003)
- In Den Fahlen Grauen Tagen (2002)
- In the Pale Grey Days (2002)
- Many Many Places (2001)
- The Little Man in the Ear (2000)
- Le parfum des femmes (1996)
- La tour du vent (1993)

### Installations Sonores
- Maison Fontaine, L’or bleu (2014)
- La Boîte à Musique (2014)
- Vivant du Corps (2011–2014)
- Point de Fuite Métro de Montréal (2007)
- Montreal Shanghai Bridge (2004)

Chantal Dumas est une artiste sonore ; le matériau qu’elle utilise est le son, qu’elle trouve ou qu’elle crée pour ensuite le façonner.